# Phryneta immaculata
Phryneta immaculata är en skalbaggsart som beskrevs av Hintz 1911. Phryneta immaculata ingår i släktet Phryneta och familjen långhorningar. Inga underarter finns listade i Catalogue of Life.